# Torre di Santo Stefano (Ivrea)
La torre di Santo Stefano è un'antica torre campanaria romanica del XI secolo situata nel centro della città piemontese di Ivrea in Italia.

## Storia
La torre di Santo Stefano è il campanile romanico, unica parte sopravvissuta, del perduto complesso abbaziale di Santo Stefano, fondato dai monaci benedettini provenienti da Fruttuaria nel 1041 per volere del vescovo Enrico II. L’abbazia fu fondata probabilmente per rispondere alla necessità di bonificare la paludosa riva sinistra della Dora e assicurare quindi la vigilanza in questo punto della città andando a costituire con la sua solida muratura una buona difesa per la città. I religiosi benedettini costruirono gli edifici dell’abbazia laddove sorgeva un’antica cappella dedicata a Santo Stefano, forse risalente al V secolo, impiegando laterizi e materiali di recupero di probabile origine romana.
La chiesa dell'abbazia andò distrutta nel 1558 per mano dell'esercito francese al fine di poter potenziare le mura della città. Il resto del monastero fu invece abbattuto nel 1757 per far posto ai giardini dell'allora palazzo del conte Baldassarre Perrone, oggi noto come Palazzo Giusiana ed ex sede del tribunale di Ivrea. Il risultato fu la distruzione quasi completa del complesso, eccezion fatta per la torre campanaria. Successivamente, essendo ancora in vita l’abbazia - soppressa solo nel 1802 - l’abate Gaspare Amedeo San Martino della Torre decise di trasformare il superstite granaio addossato al campanile in chiesa; tuttavia, anche questa struttura venne infine abbattuta nel 1898 in occasione di un intervento di abbellimento dei giardini pubblici, lasciando il campanile isolato.
Nei primi anni 2000 la torre è stata sottoposta a un profondo restauro.

## Descrizione
Il bel campanile rappresenta un ottimo esempio di architettura romanica canavesana ed è costruito in basso in laterizi e conci di pietra e, più in alto, in solo laterizi per diminuirne il peso; è ornato al culmine di ogni ripiano da archetti pensili in cotto e illuminato attraverso una teoria di monofore, bifore e trifore che conferiscono eleganza al suo aspetto. Palese è l'influenza del modello della torre campanaria dell'abbazia di Fruttuaria, essendo stato l'antico monastero benedettino di Santo Stefano una filiazione diretta di tale abbazia.

## Galleria d'immagini

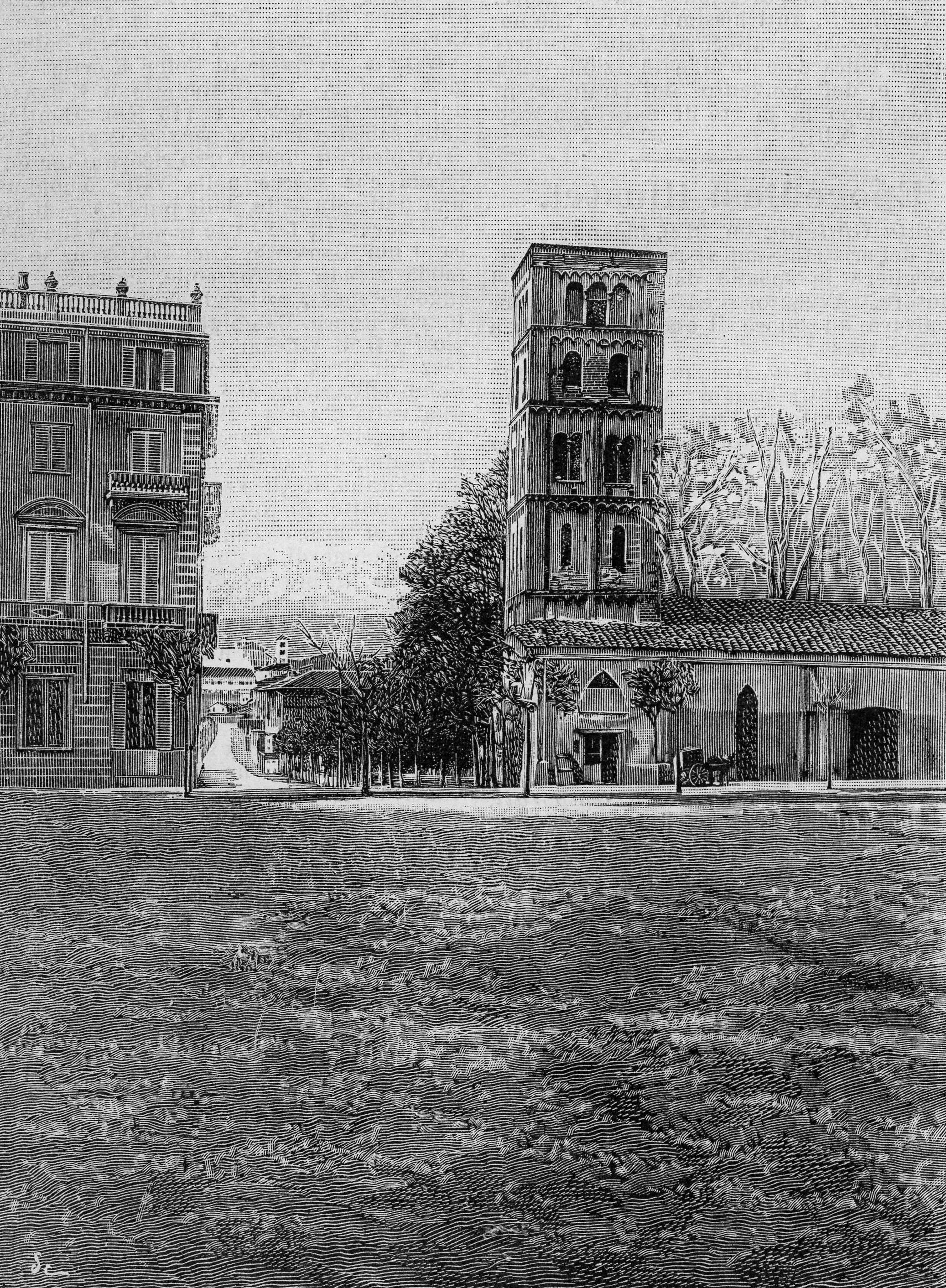
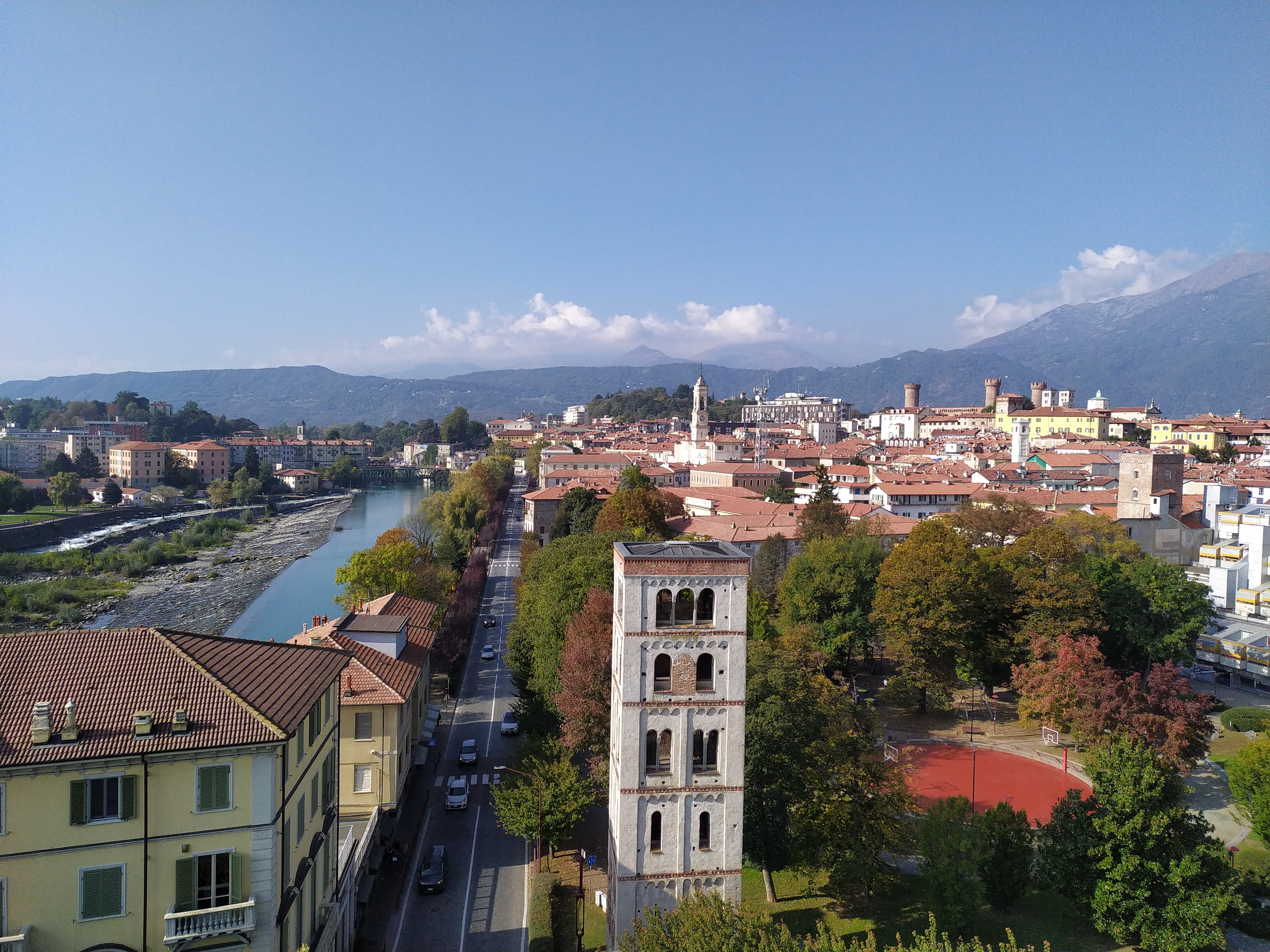
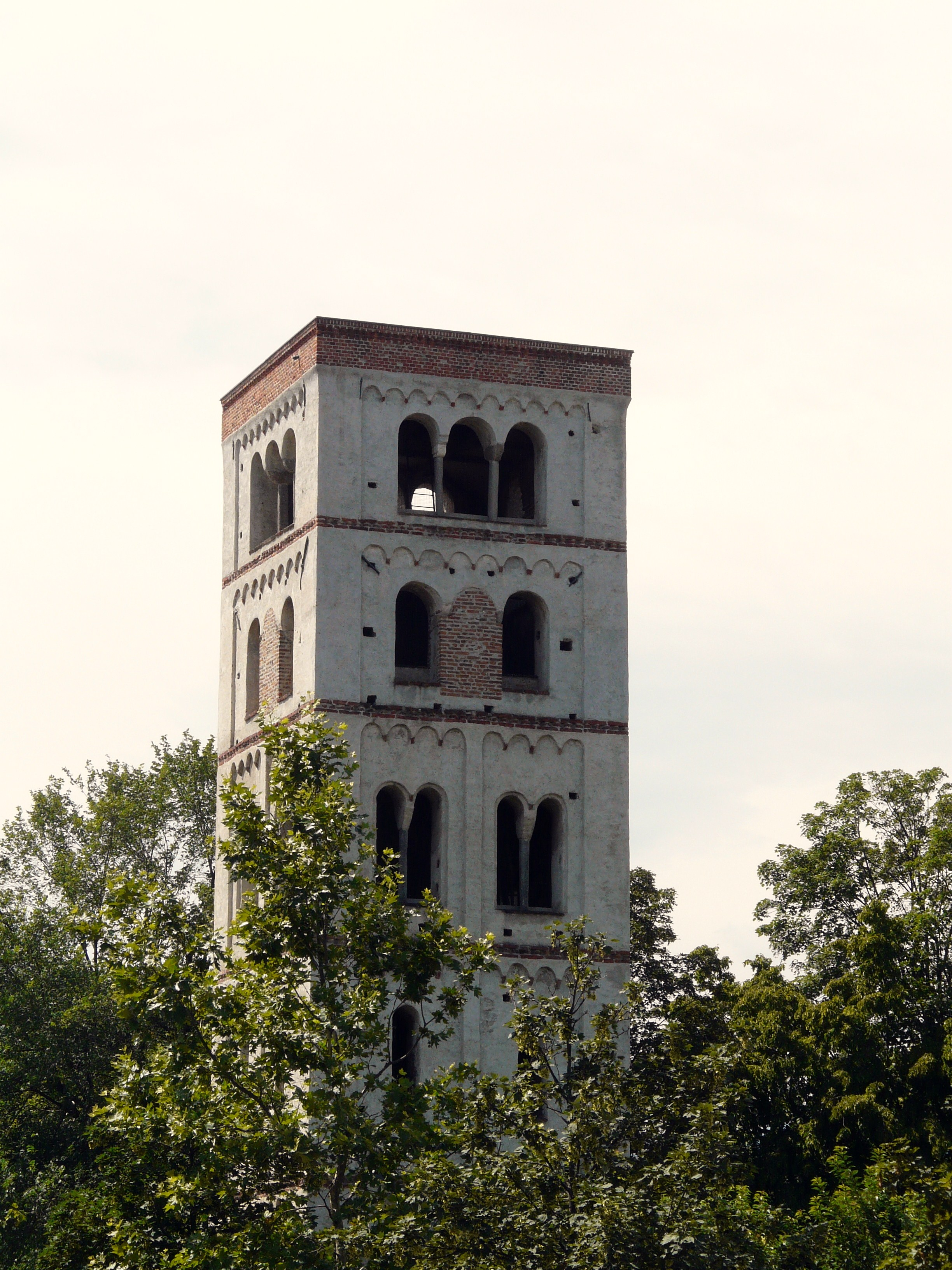